# L'ultimo crimine
L'ultimo crimine (World of Trouble) è un romanzo thriller fantascientifico apocalittico dello scrittore statunitense Ben H. Winters, edito nel 2014, seguito di Il conto alla rovescia e ultimo capitolo della trilogia The Last Policeman.

## Trama
Il fatidico 3 ottobre, giorno in cui l'asteroide Maia distruggerà la Terra, è inesorabilmente vicino. Hank Palace trascorre gli ultimi giorni alla ricerca della sorella Nico, fuggita assieme al gruppo di fanatici di cui è entrata a far parte. Costoro sostengono di aver rapito uno scienziato che conosce l'unico modo possibile per distruggere l'asteroide. Accompagnato dal malvivente redento Cortez e dal fidato cane Houdini, Hank attraversa la contea verso il posto in cui è previsto l'arrivo dello scienziato. Sulla strada Hank incontrerà un bizzarro Amish e la sua numerosa famiglia.

## Edizioni
- Ben H. Winters, L'ultimo crimine, traduzione di Maurizio Bartocci, 1ª ed., Edizioni Piemme, 2016,  pp. 307, cap. 23, ISBN 978-88-566-4220-9.